# Olímpio Paládio
Olímpio Paládio (em latim: Olympius Palladius) foi um oficial administrativo romano do século IV, ativo durante o reinado conjunto dos imperadores Valentiniano I (r. 364–375) e Valente I (r. 364–378). Era nativo de Samósata, na província de Eufratense. Segundo uma das epístolas do sofista Libânio, Olímpio era reitor. Entre 362-363, ele ocupou o posto de governador (presidente) da Isáuria e entre 370-371 foi prefeito augustal do Egito. Era irmão de Ulpiano.